# Drocourt (Pas-de-Calais)
Drocourt település Franciaországban, Pas-de-Calais megyében. Lakosainak száma 2952 fő (2022. január 1.). Drocourt Hénin-Beaumont, Izel-lès-Équerchin, Rouvroy és Bois-Bernard községekkel határos.

## Népesség
A település népességének változása:
| Lakosok száma | 2973 | 2948 | 2947 | 2936 | 2924 | 2926 | 2935 | 2943 | 2952 |
|               | 2013 | 2015 | 2016 | 2017 | 2018 | 2019 | 2020 | 2021 | 2022 |